# Borrell di Osona

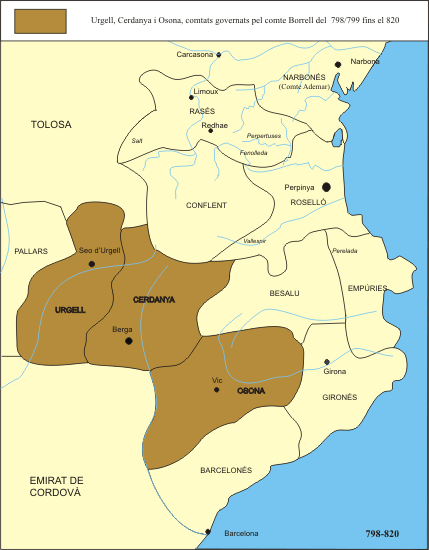
I domini del Conte Borrell

Borrell, Borrell anche in francese, in catalano, in spagnolo, in portoghese e in galiziano, Burrellus in latino (seconda metà dell'VIII secolo – 820 circa),  fu conte di Urgell e Conte di Cerdanya dal 798, e conte di Osona dal 799 alla sua morte.

## Origine
Nobile di origine visigota dell'antica Cerretana, oggi chiamata Cerdagna, di cui non si conoscono gli ascendenti. Da Borrell discesero i conti di Barcellona.

## Biografia
Secondo la Vita Hludowici Imperatoris, tra il 798 ed il 799, dopo l'arrivo dei Franchi ottenne le città di Ausona, Cardona e Castaserra (lungo il fiume Ter), i territori limitrofi ed altri territori, da difendere e governare, sui quali furono quindi create le contee di Urgell e Cerdagna, che furono concesse a Borrell, come premio, per l'impegno messo nella lotta contro i Mori.

Secondo il The Development of Southern French and Catalan Society, 718-1050, a Borrell, nel 798, fu ordinato dal re d'Aquitania, Ludovico il Pio, di avanzare verso sud, oltre Vic, e il territorio conquistato, nel 799, divenne la contee di Osona. 
Nell'801 partecipò alla conquista di Barcellona.
nell'804, partecipò alla prima spedizione contro Tortosa, con responsabilità di comando, sotto la guida del re d'Aquitania, Ludovico il Pio e Berà, Conte di Barcellona, che terminò nell'805, dopo aver tentato, inutilmente, di conquistare la città per otto giorni.
Secondo la Vita Hludowici Imperatoris, partecipò, sempre con responsabilità di comando, anche alla terza spedizione, dell'809, comandata ancora da Ludovico che raggiunse il fiume Ebro. Secondo lo storico arabo, Al Maqqari (nato nel XVI secolo e morto al Cairo nel 1632), l'assedio fu rotto da un attacco delle truppe di al-Andalus, condotto da Abd el Rahman, figlio dell'emiro Al Hakam I, che sconfisse le truppe dei Franchi.
Secondo l'Astronomo, invece, gli abitanti di Tortosa, non sopportando l'assedio, offrirono le chiavi della città a Ludovico, che, soddisfatto, tolse l'assedio e rientrò nel suo regno dopo aver devastato i territori nemici.
Carlomagno, nell'813, lo confermò titolare delle contee di Osona, Urgell e Cerdagna
Alla sua morte, avvenuta all'incirca nell'820, il contado di Osona, fu dato al nuovo conte Rampò e riunito alle contee di Barcellona, Gerona, e Besalú, mentre le contee di Urgell e Cerdagna furono date, come ricompensa, ad Aznar I Galíndez, a cui era stata sottratta la contea d'Aragona, in quanto ritenuto troppo leale vassallo dei Franchi.

## Matrimonio e discendenza
Della moglie di Borrell non si conoscono né il nome né gli ascendenti. Dall'unione nacque un figlio: 
- Sunifredo (?-849), conte di Barcellona, che anche secondo la Diplomata n° CLII Ludovici Pii Imperatoris, era figlio del conte di Urgell, Cerdagna e Osona, Borrell[9][10].

### Fonti primarie
- (LA)  Monumenta Germanica Historica, Scriptores, tomus II.
- (LA)  Rerum Gallicarum et Francicarum Scriptores, Tomus VI.

### Letteratura storiografica
- Rafael Altamira, Il califfato occidentale, in «Storia del mondo medievale», vol. II, 1999, pp. 477–515.
- Gerhard Seeliger, Conquiste e incoronazione a imperatore di Carlomagno, in «Storia del mondo medievale», vol. II, 1999, pp. 358–396
- René Poupardin, I regni carolingi (840-918), in «Storia del mondo medievale», vol. II, 1999, pp. 583–635.
- (EN) The Development of Southern French and Catalan Society, 718-1050, su libro.uca.edu.